# 小行星1430
小行星1430（1430 Somalia）是一颗围绕太阳公转的小行星。1937年7月5日，西里爾·傑克遜在约翰内斯堡发现了此天体。
該小行星以東非國家索馬利亞命名。
这颗小行星的绝对星等为351.6582084698013等。